# Bergundsteigen
bergundsteigen ist eine deutschsprachige Zeitschrift, die ihren Untertitel von Risikomanagement von Bergsport auf Menschen • Berge • Unsicherheit geändert hat.
Sie wurde 1992 vom Österreichischen Alpenverein gegründet. Ab 2005 wurde die Zeitschrift gemeinsam von den Alpinen Vereinen ÖAV, DAV und SAC herausgegeben, seit Herbst 2007 ist auch der AVS beteiligt.

## Tätigkeitsbereiche
Die Zeitschrift beschäftigt sich mit allen Bereichen, die die Sicherheit bei diversen Bergsportarten betrifft:
- Klimawandel
- Lawinenkunde
- Medizin
- Psychologie
- Bergrettung
- Unfallforschung
- Trainingslehre
- Ausrüstung
- Materialtests (Seile, Karabiner, Haken, Klettersteigsets, Gurte)
- Sicherungstechniken
- Verhaltensanalysen (Verhalten in Notfällen, Routenwahl auf Gletschern etc.)

## Vertrieb
Das Magazin ist ausschließlich im Abo über bergundsteigen.com erhältlich, nicht im freien Verkauf. Es erscheint viermal jährlich (Frühjahr, Sommer, Herbst, Winter).